# 聯綿詞
聯綿詞，又稱聯綿字，是漢語音韻學中的術語。联绵词由两个音节连缀成义，不能分割成单个汉字的意义之和。联绵词在汉文古籍中往往有非常多种写法，例如：“仓皇”是连绵词，又可以写作“仓惶”，意为“匆忙而慌张”，与“仓库”“皇帝”等无关。又如「逶迤」一詞又有「委蛇」「逶迆」等數十種寫法。在對聯中，聯綿詞必須對應聯綿詞，不能與其它詞性的詞相對應。

## 如何判断
台湾教育部《异体字字典》附屬录的《聯綿詞異形表》给出以下定義
1. 必須是描繪語音的詞。它的写法是后来才慢慢加以固定的。
2. 必須是雙音节詞。
3. 必須是單詞。

## 以音韻分類

### 同音
兩個字的發音完全相同，可能是同一字或不同字。例如：落落 亭亭 泱泱 啾啾 唧唧 烈烈 律律 發發 弗弗 綿綿 默默 翩翩 肅肅 冉冉 涔涔 淙淙 姍姍 汩汩 悠悠 嚶嚶 皚皚 皤皤 匆匆 孜孜 蕭蕭 秘密。

### 雙聲
兩個字的聲母相同或类似（類似於頭韻），如「叮噹」、「彷彿」、「乒乓」
- 同部首的: 琵琶 枇杷 彷彿 崎嶇 慷慨 恍惚 凜冽 拮据 掙扎 坎坷 尷尬 榴槤 鞦韆 忐忑 轆轤 蟾蜍 襤褸 荏苒 迍邅 惆悵 吩咐 玲瓏 躑躅
- 不同部首的: 流連 牽強 斑駁 瑟縮 凌厲 跌宕 揮霍

### 疊韻
兩個字的韻母相同或类似，如「叮嚀」、「礧䃍」
- 同部首的: 朦朧 檸檬 倘佯 婆娑 玫瑰 叮嚀 橄欖 混沌 憧憬 懵懂 惺忪 嘮叨 蜿蜒 蹉跎 娉婷 妊娠 逍遙 邋遢 匍匐 膀胱 顢頇 傀儡 佝僂 齷齪 鷦鷯 踉蹌 袈裟 垃圾[註 1] 旖旎 霹靂 瀲灩
- 不同部首的: 荒唐 陀螺 累贅 蕭條 闌珊 倉皇 從容 牢騷

### 既雙聲又疊韻
如「繾綣」、「輾轉」、「孑孓」、優游、嬉戲、鄭重。

### 非雙聲非疊韻
有些聯綿詞在音韻上原本就沒有雙聲或疊韻，或者雖原來是雙聲詞或疊韻詞，但是因为语音改变，在现代汉语中已经不再是雙聲或疊韻，只在某些方言裡仍保留了这些词的双声或叠韵性质。如「鸚鵡」、「嘀咕」、
- 同部首的: 瀟灑 窸窣 婀娜 揶揄 鏗鏘 覬覦 賄賂 噴嚏 囁嚅 葡萄 芙蓉 菖蒲 薄荷 蟋蟀 蚯蚓 蝴蝶 蚱蜢 玻璃 珊瑚 瑪瑙 琥珀 絡繹 鸚鵡 蜈蚣 枸杞 鵜鶘 猞猁 猢猻 囹圄 囫圇 邂逅 疙瘩
- 不同部首的: 穿梭 沮喪 跋扈

## 以由來分類

### 重言词[1]
由同一個字疊字衍聲複詞，例如「關關」、「綿綿」等。兩個字的發音也可能發生變化而不同，例如「輾轉」、「蜘蛛」、「蝙蝠」。

### 外來詞[2]
由其他語言傳入時，詞彙已經不止單一音節，因而成為雙音節詞。例如：葡萄（古波斯語bādāwa）、珊瑚（古波斯語sam̥gga）、琵琶（古波斯語barbat）、玻璃（梵語sphaṭika）

### 擬聲詞
這類詞彙源自模仿特定的聲音。例如：滂沱（雨聲）、玲瓏（玉石碰撞聲）、蛤蟆（蛙鳴聲）。

### 複輔音
一些詞彙在上古漢語中有複輔音，但在漢語演變的過程中不再允許這樣的音節，而轉變成為雙音節詞。例如：蝴蝶（古音*kʰleːp）、葫蘆（古音*ɡʷlaː）、混沌（古音*gruːnʔ）。